# Cantó de Massiac
El cantó de Massiac és un cantó francès del departament de Cantal, a la regió d'Alvèrnia-Roine-Alps. Està enquadrat al districte de Sant Flor, té 12 municipis i el cap cantonal és Massiac.

## Municipis
- Auriac
- Bonac
- La Chapelle-Laurent
- Ferrières-Saint-Mary
- Lauria
- Leyvaux
- Massiac
- Molèdes
- Molompize
- Saint-Mary-le-Plain
- Saint-Poncy
- Valjouze

## Història
| Data d'elecció                           | Identitat      | Partit           | Qualitat |
| ---------------------------------------- | -------------- | ---------------- | -------- |
| 1958-1988                                | Emmanuel Grèze | UDR, després RPR |          |
| 1988-                                    | Alain Marleix  | RPR, després UMP |          |
| les dades anteriors no són pas conegudes |                |                  |          |
|                                          |                |                  |          |